# Косачи (Минский район)
Косачи (бел. Касачы́) — деревня в Минском районе Минской области Республики Беларусь. В составе Шершунского сельсовета.

## География
Пролегает дорога Н-8972.
Ближайшие населённые пункты Волковщина, Новый Двор, Щедровщина и др.

### Гидрография
Река Гуйка.

## История
В 1905 году в Радошковской волости Вилейского уезда Виленской губернии.

## Население

### Численность
- 2009 год — 27 человек

### Динамика
- 1905 год — 173 человек (88 муж. и 85 жен.)[2]
- 1999 год — 37 человек (перепись населения)
- 2009 год — 27 человек (перепись населения)[2]